# Гостівці (округ Злате Моравце)
Гостьовце (словац. Hosťovce) — село в окрузі Комарно Нітранського краю Словаччини. Площа села 16,24 км². Станом на 31 грудня 2015 року в селі проживало 753 жителі. Протікає річка Пелусок.

## Історія
Перші згадки про село датуються 1209 роком.

## Населення
| Рік:            | 1994. | 2004.   | 2014.   | 2024.   |
| --------------- | ----- | ------- | ------- | ------- |
| Кількість осіб: | 758   | 759     | 757     | 719     |
| Різниця:        |       | +0,13 % | -0,26 % | -5,01 % |

| Рік:            | 2023. | 2024.   |
| --------------- | ----- | ------- |
| Кількість осіб: | 733   | 719     |
| Різниця:        |       | -1,90 % |